# فريتز فيلد
فريتز فيلد (Fritz Feld) اسمه الحقيقي فريتز فلايشنفيلد (15 أكتوبر 1900 في برلين - 18 نوفمبر 1993 في لوس أنجلس) كان ممثل ألماني - أمريكي.

## حياته
درس فيلد في جامعة هومبولدت في برلين. هاجر عام 1929 إلى الولايات المتحدة الأمريكية وذهب إلى هوليوود. وهناك تعرف على زميلته في التمثيل والتي أصبحت زوجته فيما بعد فرغينيا كريستين والتي أحبها وتزوجا عام 1940 ورزقا بطفلين.
في عام 1937 ساعد فيلد أخاه رودي فيلد للهجرة إلى الولايات المتحدة الأمريكية.

## وفاته
توفي هذا الممثل عام 1993 اثر إصابته بنوبة قلبية ودفن في لوس أنجلس.

## روابط خارجية
- فريتز فيلد على موقع IMDb (الإنجليزية)
- فريتز فيلد على موقع ألو سيني (الفرنسية)
- فريتز فيلد على موقع أول موفي (الإنجليزية)
- فريتز فيلد على موقع قاعدة بيانات برودواي على الإنترنت (الإنجليزية)
- فريتز فيلد على موقع قاعدة بيانات الأفلام السويدية (السويدية)
- فريتز فيلد على موقع إن إن دي بي (الإنجليزية)
- فريتز فيلد على موقع قاعدة بيانات الفيلم (الإنجليزية)
- فريتز فيلد على موقع كينوبويسك (الروسية)